# Chilorhinophis
Chilorhinophis es un género de serpientes de la familia Atractaspididae. Las especies de este género se distribuyen por el África subsahariana. Son especies venenosas.

## Especies
Se reconocen las siguientes dos especies:
- Chilorhinophis butleri Werner, 1907
- Chilorhinophis gerardi (Boulenger, 1913)